# Йоркский университет (Англия)
Йоркский университет (англ. University of York) — коллегиальное высшее учебное заведение, расположенный в городе Йорк, Англия. Это седьмой лучший молодой университет в мире, создавший себе репутацию конкурента университетам Оксфорда и Кембриджа. Университет входит в первую десятку в стране, в первую двадцатку в Европе и в мире на 96-м месте согласно рейтингу QS World University Rankings 2011 года. Входит в элитную группу британских вузов, принадлежит к 20 сильнейшим и успешным университетам Великобритании по версии Times and Sunday Times University Guiudt 2017. В рейтинге Webometrics за июнь 2018 года занял 18-е место в Великобритании и 209-е место в мир.
Осуществляет подготовку высококвалифицированных кадров по широкому спектру специальностей.

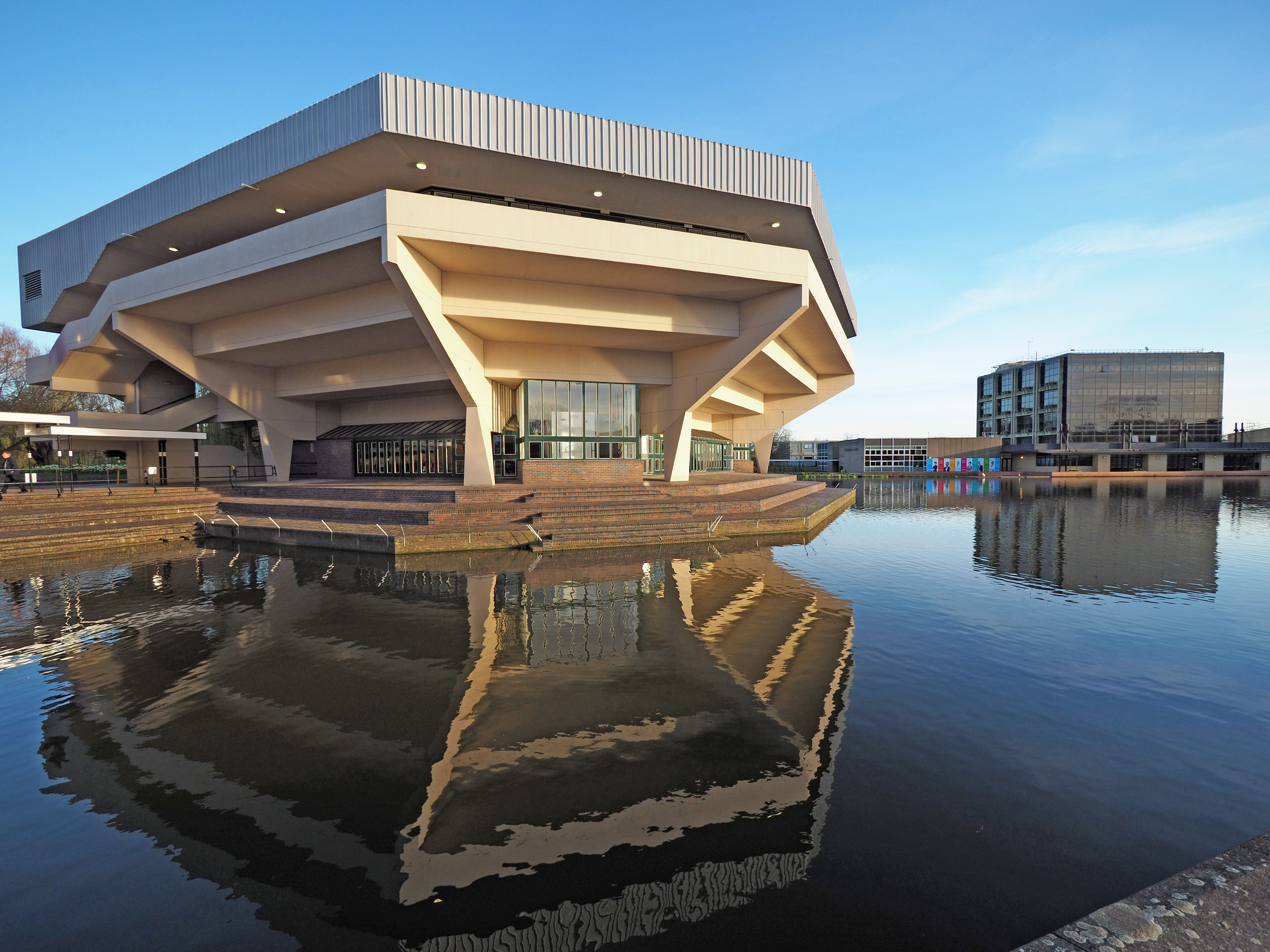
Центральный корпус.

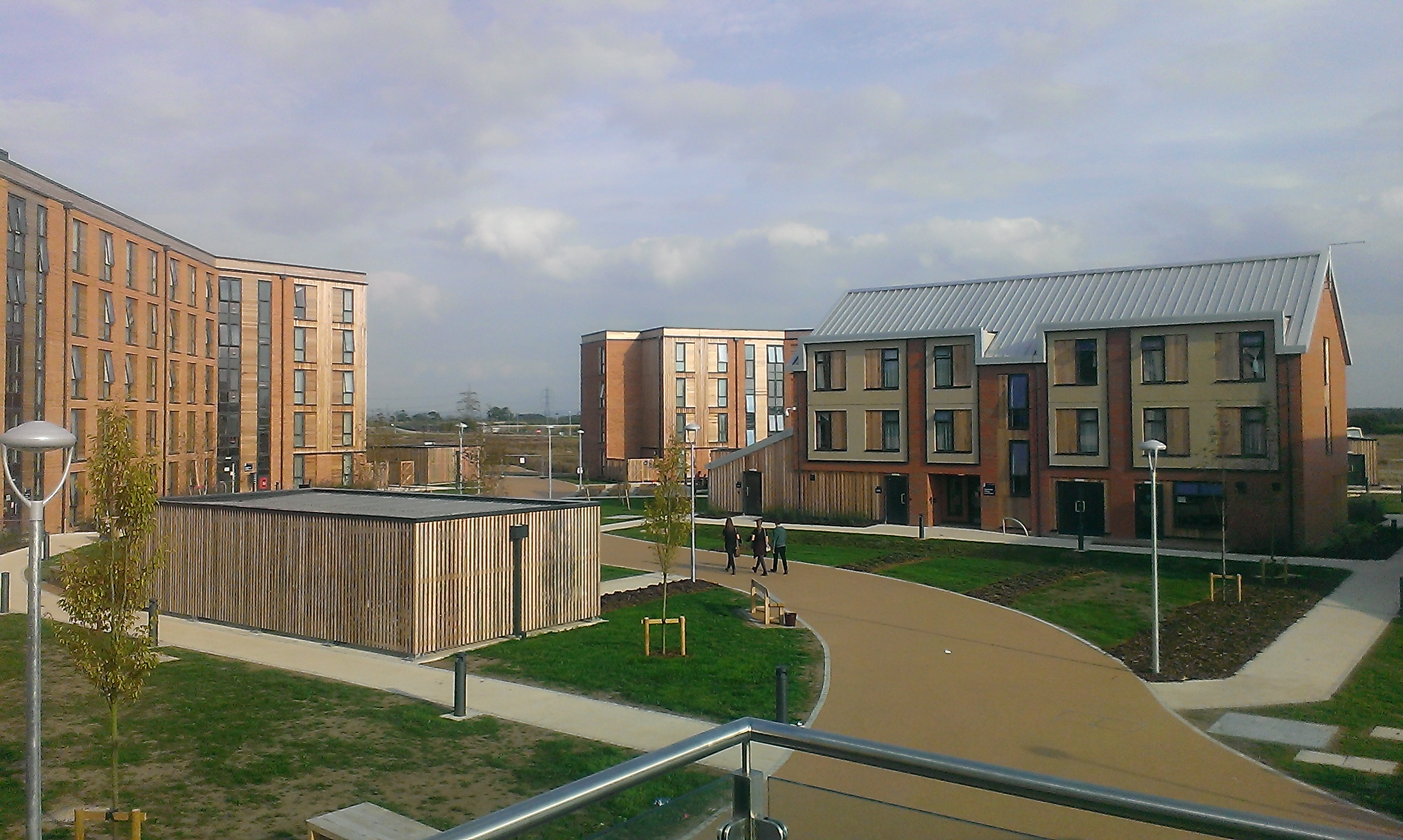
Колледж Константина.

Расположен к юго-востоку от города Йорк в местечке Хеслигтон, университетский городок занимает площадь около 200 га.

## История
Основанный в 1963 году, состоял из 216 студентов, 14 аспирантов и 28 академических и административных сотрудников. Университет начинал свою работу с шести факультетов: экономики, образования, английского языка, истории, математики, политики. В то время университет размещался в трёх зданий, в основном исторического Королевского поместья в центре города и Хеслингтон-холла, построенного в стиле Тюдоров и расположенного в Хеслингтоне на окраине Йорка.
Ныне университет расширился до более чем тридцати факультетов и центров, охватывающих широкий круг предметов.

## Структура
Университет состоит из девяти колледжей. Каждый колледж возглавляет проректор.
В составе Йоркского университета колледжи в порядке строительства:
- Деруэнт (1965)
- Лэнгвит (1965)
- Алкуин (1967)
- Ванбру (1967)
- Гудрик (1968)
- Вентворт (1972, для аспирантов)
- Джеймс (1990)
- Галифакс (2001/02)
- Константин (2014)
- Колледж Анны Листер (2021)
- Йоркский университет

В 2020/2021 учебном году обучалось 22 695 студентов, из которых 12 615 женского пола (55,6 %) и 10 050 мужского пола (44,3 %). 16 170 студентов были из Англии, 190 из Шотландии, 315 из Уэльса, 95 из Северной Ирландии, 870 из стран ЕС и 4 965 из стран, не входящих в ЕС.
За пределами кампуса есть несколько вариантов жилья, принадлежащего университету. Жилые места в кампусе в основном зарезервированы для первокурсников.

## Список известных преподавателей и выпускников
- Аджемоглу, Дарон
- Армстронг, Ролло
- Арнольд, Джон
- Атмар, Мохаммад Ханиф
- Бэддели, Алан
- Бейкер, Дженит
- Блау, Хелен
- Виско, Винченцо
- Гарман, Гарриет
- Данмор, Хелен
- Дин, Кэролайн
- Джексон, Джон Хьюлингс
- Долан, Пол
- Доунлан, Мишель
- Иргалиев, Асет Арманович
- Каваку Силва, Анибал
- Каллиникос, Алекс
- Кинг, Уна
- Кларк, Кеннет Маккензи
- Ласеллс, Джордж, 7-й граф Хэрвуд
- Лестер, Фил
- Лорд, Питер
- Лоутон, Джон Хартли
- Малкей, Майкл
- Перуц, Макс
- Раусинг, Сигрид
- Свифт, Грэм
- Сисулу, Линдиве
- Смит, Хлоя
- Страуд, Джонатан
- Хитч, Грэм
- Чжан Юн
- Янг, Колвилл